# 艾力·賀佛爾
艾力·賀佛爾（英語：Eric Hoffer；1902年7月25日—1983年5月21日），美國作家，題材以政治現象、社會心理學為主。1983年，他獲頒總統自由勳章。他的第一本著作《狂熱份子》（1951年）被視為經典，不過他認為《變遷的磨難》才是他最優秀的作品。

## 生平
他生於紐約市布朗克斯區，父親是一個木匠，父母都來自法國東部的阿尔萨斯。5歲時，他已能閱讀英文和德文作品。5歲時，母親抱着他的時候，滑下樓梯。他的母親沒有康復，一年後逝去，兩年後賀佛爾因為不明原因而失明。母親死後，有一位女僕瑪莎照顧他。15歲時，他的視力突然回復正常。因為害怕他會再次突然失明，他自此拼命閱讀。
1919年，瑪爾莎離開了美國，回去德國。父親在1920年逝世。木匠工會支付了葬禮的費用，也給了賀佛爾一筆約$300的生活費。當年賀佛爾便乘了一辆巴士去洛杉磯。之後十年，他在洛杉磯如癡如醉地閱讀，期間寫作和打散工。
1931年，他試圖以喝草酸來自殺，但最後沒有勇氣喝下毒物。這件事令他下決心鼓足勇氣來生活。他離開了固定的居所，成為了農民。他在加州的不同農場工作的時候，都會在農場附近的小鎮圖書館借書。每年冬天，他都會去附近的山地淘金。有一年冬天，他讀了蒙田的散文集，大為震動，他個人認為那是他生命的一個里程碑。
1942年，他要求參軍，但因疝氣而不果。為了為戰爭出一分力，他在三藩市做碼頭搬運工。這段時期他開始寫作。
1967年他退休。1970年他離開公共生活，「不再寫專欄，不再上電視，不再教學。我要回到自己的洞穴去——那個我起步的地方」。
1983年，他在三藩市逝世，終年80歲。

## 作品
- 1951 《狂熱份子》 The True Believer: Thoughts on the Nature Of Mass Movements ISBN 0-06-050591-5 （中譯本： ISBN 986-7416-07-4）
- 1955 《激情的心靈狀態》The Passionate State of Mind, and Other Aphorisms ISBN 1-933435-09-7
- 1963 《變遷的磨難》 The Ordeal of Change ISBN 1-933435-10-0
- 1967 《我們時代的脾性》 The Temper of Our Time
- 1969 Working and Thinking on the Waterfront: A Journal, June 1958 to May 1959
- 1971 First Things, Last Things
- 1973 Reflections on the Human Condition ISBN 1-933435-14-3
- 1976 In Our Time
- 1979 Before the Sabbath
- 1982 Between the Devil and the Dragon: The Best Essays and Aphorisms of Eric Hoffer ISBN 0-06-014984-1
- 1983 Truth Imagined ISBN 1-933435-01-1